# ウィニ電子ジャパン

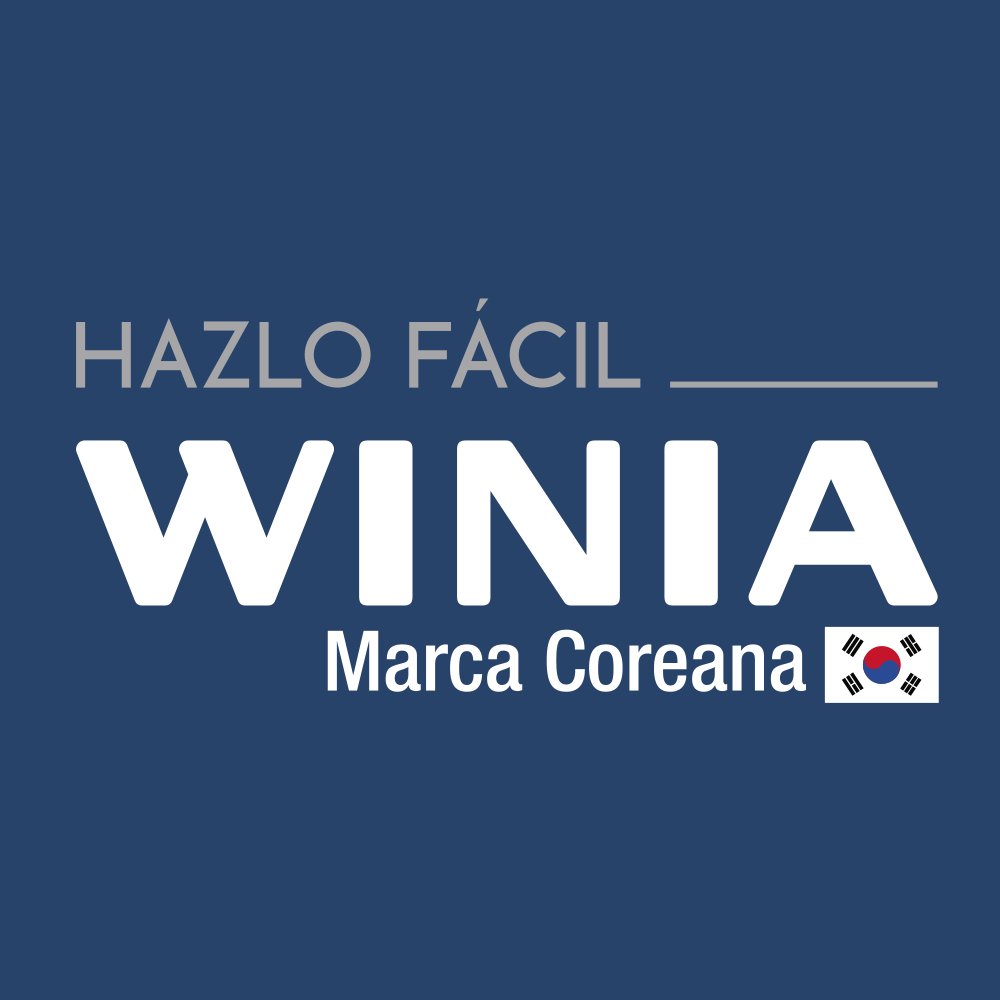
Winia Electronics logo

ウィニ電子ジャパン株式会社（ウィニでんしジャパン、英語：Winia Electronics Japan CO.,LTD.）は、東京都文京区に本社を置き、日本国内で家庭用電気製品、部品販売、修理及び輸出入を行っていた会社である。ここではDAEWOOブランドを日本国内で引き継いだ大宇販売株式会社についても記載する。

## 概要
1995年に株式会社ダカスとして設立され、主に韓国の大宇電子の白物家電の日本での販売を目的に設立された。
本国の大宇財閥の破綻により大宇電子のオーナー企業の移り変わりで韓国の東部財閥傘下入りに伴い東部大宇電子（英語版）と社名が変更になったことから、2013年10月より東部大宇電子ジャパン株式会社に社名変更をしている。
2015年に株式会社シーエスロジネットと本国の東部大宇電子が出資して合弁会社シーエス大宇販売株式会社を設立したことで、2016年4月1日東部大宇電子ジャパン株式会社は解散、国内でのDAEWOOブランドは シーエス大宇販売株式会社が引き継ぐ。2017年にシーエス大宇販売株式会社は大宇販売株式会社に変更。現在シーエスロジネットがテクタイト株式会社と合併したためテクタイトグループ傘下である。
主に家電量販店やホームセンター向けにDAEWOOブランドで家電を販売している。

## 大宇電子
大宇電子は1971年設立の大宇電子と1987年に設立された大宇モーター工業が母体であり、2002年に大宇エレクトロニクスとなった。1999年アジア金融危機で大宇財閥が破たんした以後はオーナー企業が変遷し、2013年、韓国の東部財閥が経営権を取得し、東部大宇電子と社名変更した。韓国のみならず米国や英国などでも家電の販売を行っている。
- 本社所在地 ： 大韓民国ソウル特別市江南区テヘラン路 432

## 年表
- 1995年 3月 - 株式会社ダカス設立
- 1995年 4月 - OEM商品のアフターサービス事業開始
- 1996年 1月 - 自社ブランド（DACUS)商品販売開始
- 1996年10月 - 電子レンジなどが日本においてグッドデザイン賞受賞[2]
- 1997年 4月 - 大宇電子ジャパン株式会社に社名変更
- 2000年 2月 - 購買部門(IPO)統合
- 2001年 - 売上高130億円達成
- 2009年 4月 - 販売品種を白物家電に特化
- 2013年10月 - 東部大宇電子ジャパン株式会社に社名変更
- 2015年 -株式会社シーエスロジネットと東部大宇電子が出資し合弁会社 シーエス大宇販売株式会社設立
- 2016年4月 -東部大宇電子ジャパン株式会社は解散
- 2017年9月 -大宇販売株式会社に社名変更[3]
- 2018年2月 - 韓国の大有(DAYOU)グループ、東部大宇電子引き受け、大宇電子に社名変更

## 取り扱いブランド
以下のブランドが存在する（過去のブランド含む）
- DAEWOO
- DACUS
- daytron
- DECOM
- PORTLAND
- SUMMUS

など